# Serrat de l'Àliga (Navès)
El Serrat de l'Àliga és una serra situada al municipi de Navès (Solsonès), amb una elevació màxima de 1.057,8 metres.